# جيم ريمر
جيم ريمر هو مصمم جرافيك كندي، ولد في 1 أبريل 1934 في فانكوفر في كندا، وتوفي في 8 يناير 2010.